# Sulphur Springs (Texas)
Sulphur Springs é uma cidade localizada no estado norte-americano do Texas, no Condado de Hopkins.

## Demografia
Segundo o censo norte-americano de 2000, a sua população era de 14.551 habitantes.
Em 2006, foi estimada uma população de 15.290, um aumento de 739 (5.1%).

## Geografia
De acordo com o United States Census Bureau tem uma área de
54,5 km², dos quais 46,3 km² cobertos por terra e 8,2 km² cobertos por água. Sulphur Springs localiza-se a aproximadamente 153 m acima do nível do mar.

## Localidades na vizinhança
O diagrama seguinte representa as localidades num raio de 28 km ao redor de Sulphur Springs.